# Journal of Evolutionary Biology
Le Journal of Evolutionary Biology (abrégé en J. Evol. Biol. ou JEB) est une revue scientifique à comité de lecture spécialisée dans le domaine de la biologie de l'évolution. Les articles publiés dans ce journal sont en libre accès deux ans après publication, exception faite des revues qui sont librement accessibles dès leur publication. De plus, les auteurs publiant dans Journal of Evolutionary Biology ont la possibilité de payer le journal afin de rendre leur article librement accessible dès la parution de l'article.
D'après le Journal Citation Reports, le facteur d'impact de ce journal était de 3,816 en 2009. Actuellement, le directeur de publication est Wolf U. Blanckenhorn (Université de Zurich, Suisse).